# Dornes (Nièvre)
 Dornes  es una población y comuna francesa, situada en la región de Borgoña, departamento de Nièvre, en el distrito de Nevers y cantón de Dornes.

## Demografía
| 1388 | 1360 | 1295 | 1257 | 1257 | 1219 |
| Para los censos de 1962 a 1999 la población legal corresponde a la población sin duplicidades (Fuente: INSEE [Consultar]) |      |      |      |      |      |